# Silas Breiding
Silas Breiding (* 1992 in Stuttgart) ist ein deutscher Schauspieler.

## Leben
Silas Breiding absolvierte nach seinem Abitur von 2011 bis 2015 sein Schauspielstudium am Max-Reinhardt-Seminar in Wien.
Breiding gastierte in der Spielzeit 2014/15 erstmals am Volkstheater München, mittlerweile ist er festes Ensemblemitglied. Dort spielte er bisher u. a. den Hauptmann in Woyzeck (Premiere: Spielzeit 2014/15), den Romeo in Romeo und Julia (Premiere: Spielzeit 2017/18), die Titelrolle in Volpone (Premiere: Spielzeit 2017/18), den Antoine in Das ferne Land von Jean-Luc Lagarce (Premiere: Spielzeit 2017/18) und den John Savage in einer Bühnenfassung des Huxley-Romans Schöne neue Welt (Premiere: Spielzeit 2017/18).
2015 gastierte im Rahmen des „Marstallplans – Das Nachwuchsfestival am Münchner Residenztheater“  am Münchner Residenztheater. In der Spielzeit 2015/16 war er als Gast am Vorarlberger Landestheater zu sehen; er spielte die Rolle des Mr. Martin im Ionesco-Stück Die kahle Sängerin.
Breiding arbeitete auch für das Kino und das Fernsehen. In der TV-Serie Tiere bis unters Dach hatte er von 2011 bis 2015 eine durchgehende Serienrolle als Tierarztgehilfe und Pferdepfleger Bertie Heckenbichler. Im März 2017 war Breiding in der Fernsehserie In aller Freundschaft – Die jungen Ärzte in einer Episodenhauptrolle als „scheinbar unbelehrbarer“ Patient Helge Buck zu sehen.
Breiding lebt in München.

## Filmografie (Auswahl)
- 2011: Einer wie Bruno (Kinofilm)
- 2011–2015: Tiere bis unters Dach (Fernsehserie, Serienrolle)
- 2017: In aller Freundschaft – Die jungen Ärzte: Gegen den Strom (Fernsehserie, eine Folge)
- 2025: Auf der Walz – Drei Jahre und ein Tag (Fernsehfilm)